# 길버트 라일

길버트 라일(Gilbert Ryle, 1900년~1976년)은 영국의 철학자이다. 옥스퍼드 대학 교수, 철학 잡지 <마인드>의 편집 책임자로, 일상언어학파의 중심적 학자이다.
일상생활에 있어서 사람들은 여러 가지 개념을 '사용하여' 말할 줄은 알지만 이러한 개념에 '대해서' 말하거나 논리적으로 규제하는 것은 서투르다. 철학 과제는 바로 이러한 일을 실행하는 데 있다. 그것은 새로운 지식을 산출하는 것이 아니라 이미 갖고 있는 지식의 논리적 지도를 개정하는 것이다. 그는 데카르트의 정신에 관한 사상을 일종의 '신화'라고 하여 배척하고 새로운 정신의 개념을 제창하였다.